# Álvaro Pascual-Leone Forner
Álvaro Pascual-Leone Forner (Vinaroz, 1 de diciembre de 1895 - México, 12 de noviembre de 1953) fue un abogado, político, juez y escritor español, republicano radical y militante de Unión Republicana.

## Biografía
Estudió Derecho en la Universidad de Valencia, siendo ayudante de Mariano Gómez, catedrático de derecho político. Militante del Partido de Unión Republicana Autonomista (PURA), colaboró con el diario El Pueblo. En 1918 fue presidente de Joventut Republicana Nacionalista. Cuando se proclamó la Segunda República fue elegido concejal del Ayuntamiento de Valencia y formó parte de la comisión redactora del anteproyecto de Estatuto de Autonomía del País Valenciano.
Elegido diputado en las elecciones de 1931 por la circunscripción de Castellón obteniendo 36 651 votos. El 2 de octubre de 1933 cesó en el cargo de diputado a Cortes por haber sido nombrado 
director general de Administración.
En las  elecciones de 1933 repite cargo en las listas del PURA por la circunscripción de Castellón obteniendo 57 953 votos en la segunda vuelta, celebrada el 3 de diciembre de 1933,  por no haber alcanzado los candidatos votación superior al 20% del número de votantes.
En las elecciones de 1936 fue elegido diputado por la circunscripción de Almería con Unión Republicana, obteniendo 73 093 votos sobre un censo de 125 187 electores, siendo el diputado que obtuvo el mayor número de votos.
Al desatarse la Guerra Civil, permaneció leal a la República y fue nombrado director general de Administración Local y magistrado del Tribunal Supremo de España, en representación, primero de Unión Republicana y después de Izquierda Republicana. 
Asistió a la última reunión de febrero de 1939 de las Cortes republicanas y se exilió en México pocos días después, al terminar la guerra, donde fue consejero jurídico del Instituto Mexicano de Seguridad Social. En 1943 fundó, junto a seguidores de Diego Martínez Barrio, el grupo España con honra, defensores de la legalidad de la República española en el exilio.

## Obra
- La transformación del concepto económico en el siglo XVIII
- Pedro Osuna (1945)
- La república española existe (1943)
- Plebiscito, ¡no!, Constitución (1944)